# Distortland
Albums de The Dandy Warhols
This Machine
(2012)
Distortland est le huitième album studio du groupe de rock américain The Dandy Warhols, sorti le 8 avril 2016.

## Titres
1. Search Party - 3:42
2. Semper Fidelis - 3:24
3. Pope Reverend Jim - 3:46
4. Catcher in the Rye - 3:02
5. Styggo - 4:18
6. Give - 2:56
7. You Are Killing Me - 3:41
8. All the Girls in London - 2:44
9. Doves - 4:14
10. The Grow Up Song - 1:39